# Бунгало
Бунгалото (на хинди: बंगला, banglā – в бенгалски стил) e вид временна постройка от дърво, шперплат или твърд картон без циментови, бетонни или метални основи в земята и покривна конструкция с керемиди. В България и Източна Европа бунгалата не се считат за жилищни сгради или къщи и се строят като временни постройки с конкретни цели.

## Устройство
Бунгалото се състои от дървена конструкция, без основи поставена, залепена или завинтена за земята с плосък или триъгълен дървен покрив покрит с гипсокартон, балатум, линолеум, найлон или друга облицовка. Бунгалото обикновено се състои от една или две стаи които се използват за спални, без коридор преддверие или фоайе, като хората влизат директно в тях, много рядко с малък кухненски бокс. По традиция туристическите комплекси с бунгала нямат водопровод и канализация и ползващите бунгалата разполагат с обща баня и тоалетна за целия комплекс в отделна постройка. За разлика от къщите и други жилищни сгради, бунгалата се затварят обикновено с райбер, резе или катинари.

## Приложение
Бунгалата са дървени бараки които се използват в дивата природа, като хижи в планината, като пунктове за червения кръст, като кабинки на пропуски и бариери както и за кантони при охраната и поддръжката на извънградски релсови пътища, тунели, язовири и пречиствателни станции, при разполагането на апаратурата на астрономически обсерватории, метеорологични станции по планински върхове и други трудно достъпни места.
Освен с работни цели бунгалата се използват и в сферата на туризма основно по планинските и морски курорти. На морето те могат да бъдат видени най-често по къмпингите или като отделни комплекси, заградени с ограда и общ двор.

## Цел
Основната идея на бунгалата е да се използват вместо палатка, бързо да бъдат построени и лесно съборени и премахнати след като са изпълнили целта си.

## Други значения
В някои западни държави думата бунгало се използва като название на вид архитектурен стил от началото на 20 век. В САЩ бунгалата се украсяват отвън с плочки, имитиращи тухли и с балатум на покрива, нарисуван с керемиди и се използват вместо къщи за най-бедните. В края на 60-те е подета кампания за масово строителство на бунгала в предградията на средната класа с цел да се намали цената на жилищата поне с 50% процента, но идеята е изоставена.